# غيردا مادسن
غيردا مادسن (بالدنماركية: Gerda Madsen)‏ هي ممثلة دنماركية، ولدت في 4 يناير 1902 في الدنمارك في مملكة الدنمارك، وتوفيت في 26 يوليو 1986.

## وصلات خارجية
- غيردا مادسن على موقع IMDb (الإنجليزية)
- غيردا مادسن على موقع ميوزك برينز (الإنجليزية)
- غيردا مادسن على موقع أول موفي (الإنجليزية)
- غيردا مادسن على موقع قاعدة بيانات الأفلام السويدية (السويدية)
- غيردا مادسن على موقع ديسكوغز (الإنجليزية)
- غيردا مادسن على موقع قاعدة بيانات الفيلم (الإنجليزية)
- غيردا مادسن على موقع كينوبويسك (الروسية)